# Rangi Te Kanawa

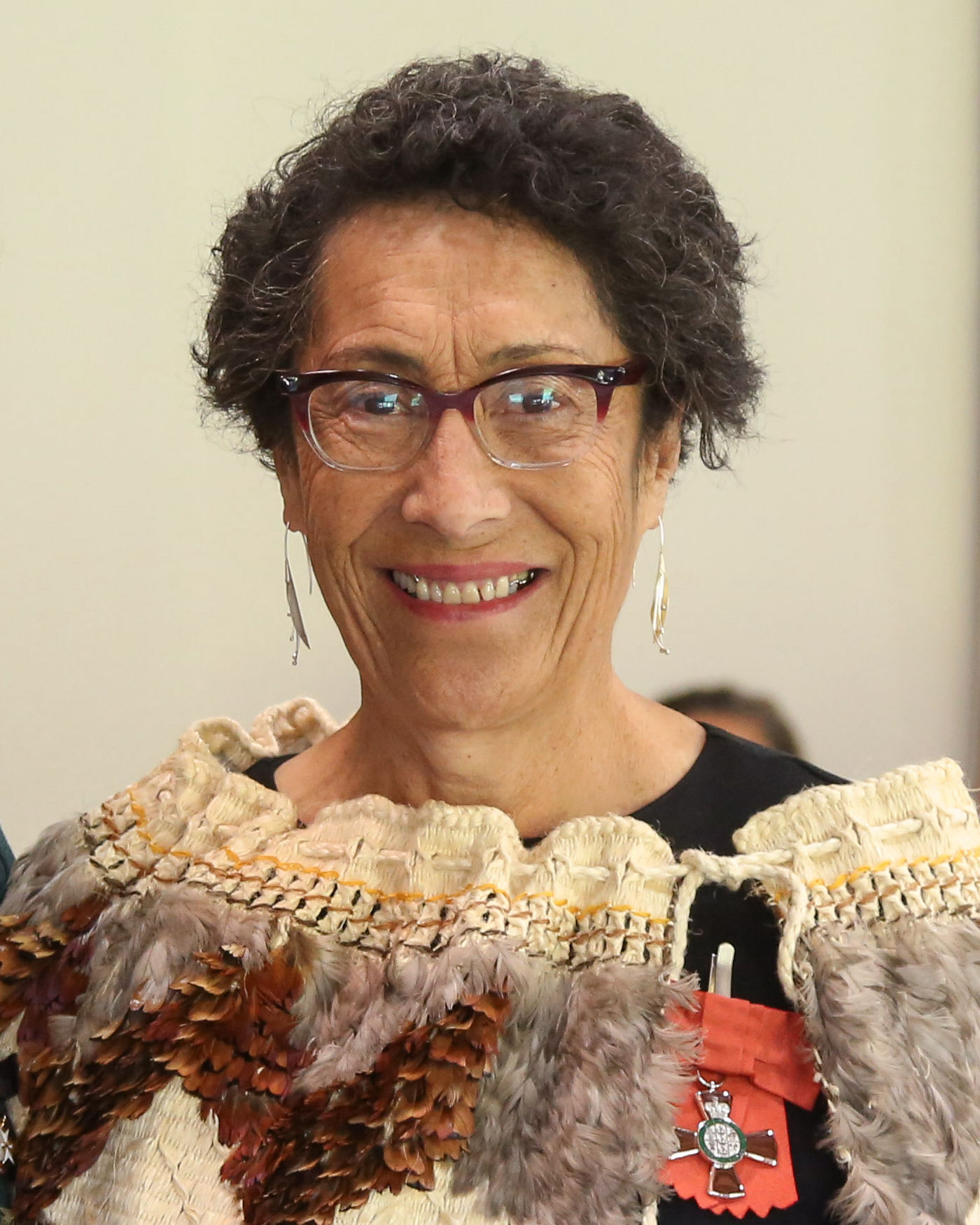
Rangi Te Kanawa (2024)

Rangituatahi Te Kanawa MNZM (* 20. Jahrhundert in Neuseeland) ist eine neuseeländische Textilrestauratorin und Weberin. Sie ist weltweit die einzige Māori-Textilrestauratorin und ist am Museum of New Zealand Te Papa Tongarewa als Konservatorin für Textilien, Māori-, europäische und pazifische Tapa, Matten und Flaggen tätig.

## Leben und Werk
Te Kanawa gehört zum iwi Ngāti Maniapoto. Sowohl ihre Mutter, Diggeress Rangituatahi Te Kanawa, als auch ihre Großmutter, Dame Rangimarie Hetet, waren führende Māori-Weberinnen. Als Weberin in dritter Generation ist Te Kanawa eine anerkannte Vertreterin der Māori-Webkunst. Von 1991 bis 1998 arbeitete sie zunächst als Textilrestauratorin am Museum of New Zealand Te Papa Tongarewa, bevor sie in einer Privatpraxis in Te Kuiti arbeitete und 2008 an das Museum zurückkehrte. Sie erwarb einen Bachelor of Science in Naturschutz an der University of Canberra und einen Master of Science an der Victoria University of Wellington. 2021 promovierte sie an der Victoria University of Wellington bei Conal McCarthy mit der Dissertation: Mana Taonga Kākahu: Exploring Approaches to Reconnecting Taonga Kākahu to Tangatawhenua.

## Konservierung von Maori-Textilien
Te Kanawa begann 1986, sich mit den Ursachen der Zersetzung von Maori-Textilien zu beschäftigen, und entwickelte Strategien, um diese zu stabilisieren und deren Lebensdauer zu verlängern. Viele Māori-Umhänge werden aus Muka (Flachsfaser) hergestellt. Muka wird schließlich spröde, wenn es Licht und Feuchtigkeit ausgesetzt wird. Schwarz gefärbtes Muka stellt das größte Problem dar und dies war der Schwerpunkt von Te Kanawas Forschung. Indigene Maori-Weber Neuseelands verwenden traditionell Paru, einen lokalen eisenhaltigen Schlamm, um einen schwarzen Farbstoff für die Verzierung ihrer Textilien und Kleidungsstücke zu erhalten, die aus Phormium-tenax-Fasern (Harakeke) hergestellt werden. Eisenionen im Schlamm verbinden sich mit Tanninen, die aus der Rinde von Elaeocarpus dentatas (Hinau) bzw. Leptospermum scoparium (Manuka) extrahiert werden, um den schwarzen Farbstoff zu ergeben. Dieser Farbstoff führt zu einer allmählichen Schwächung und Versprödung der Faser. Dies beschädigt insbesondere die schwarzen Quasten, die Umhänge schmücken, sowie die Ränder von Tāniko (geometrische Muster), die aus schwarz gefärbten Fasern bestehen. Außerdem wurde beobachtet, dass die Farbe mit zunehmendem Alter des Farbstoffs verblasst und weniger blaues Licht reflektiert, also brauner wird.
In Zusammenarbeit mit Wissenschaftlern der Victoria University of Wellington und des British Museum entwickelte sie eine Behandlung mit Natriumalginat und Zinkacetat. Diese Behandlung bindet die Fasern zusammen und verlangsamt den durch den Farbstoff verursachten Verfall, sodass wertvolle Taonga erhalten bleiben.
Te Kanawa berät bei der Behandlung und Konsolidierung degradierter schwarzer Fasern in Māori-Textilien. Sie führt präventive Konservierungsarbeiten an Kākahu und Whāriki (Matten) in Museumssammlungen durch. Sie hat durch ihre Arbeit an Te-Papa-Ausstellungen, insbesondere bei der Ausstellung 2012 Kahu Ora – Living Cloaks , ein umfassenderes Verständnis des Naturschutzes gefördert. Sie hält Workshops ab, in denen die besten Praktiken für die langfristige Erhaltung von Taonga gezeigt werden.

## Rückkehr des königlichen Umhangs und Helms von Kalaniʻōpuʻu

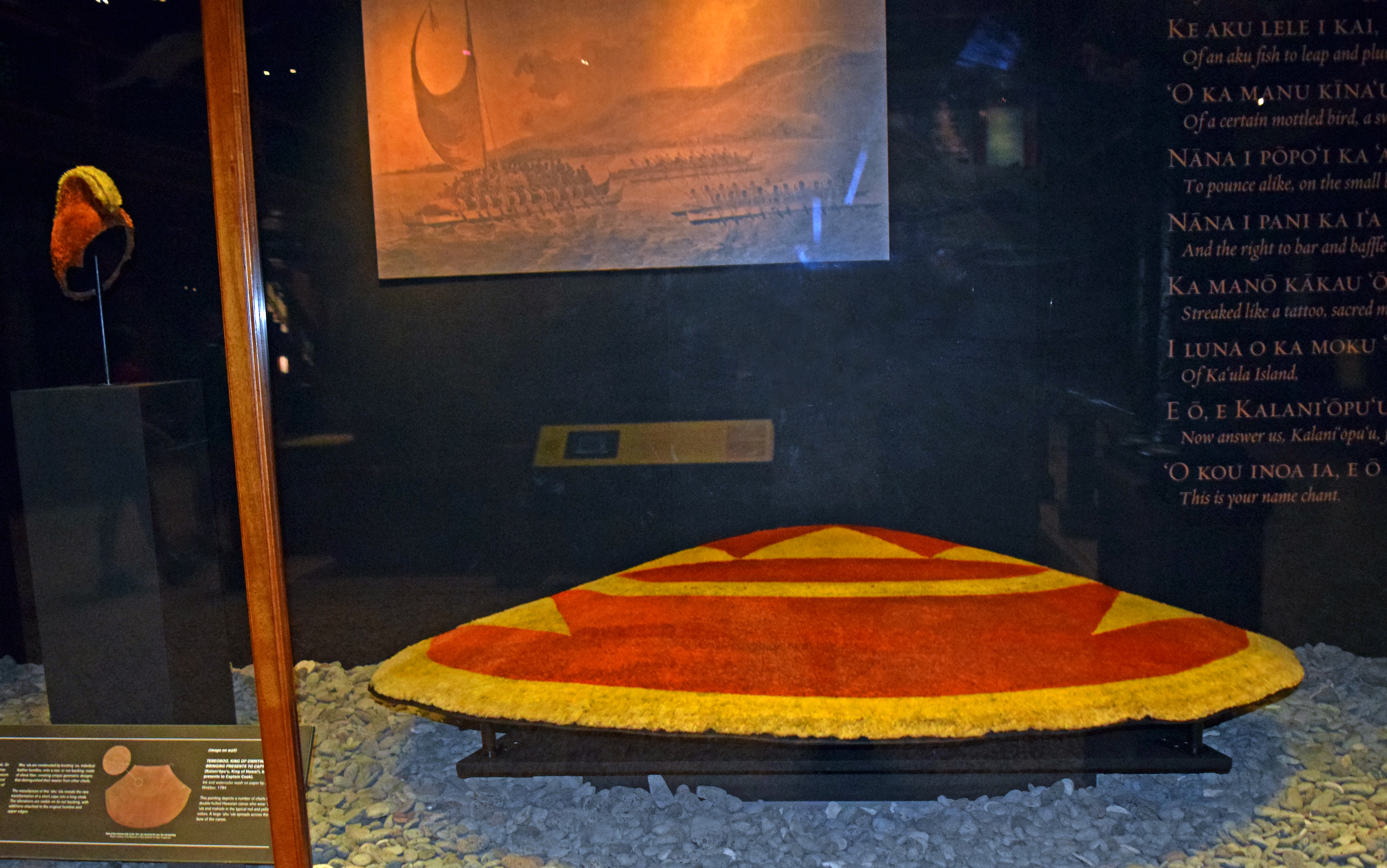
Das Original von ʻAhu ʻula und Mahiole von Kalaniʻōpuʻu, welches Kapitän James Cook geschenkt wurde und jetzt im Bishop Museum in Honolulu, Hawaii, ausgestellt ist

Im März 2016 gab das neuseeländische Nationalmuseum Te Papa Tongarewa die ʻAhu ʻula und die Mahiole von Kalaniʻōpuʻu nach Hawaii zurück an das Bernice P. Bishop Museum. Eine Partnerschaft zwischen dem Office of Hawaiian Affairs, dem Bishop Museum und Te Papa mit Unterstützung von Hawaiian Airlines ermöglichte die Rückgabe der unschätzbaren Kleidungsstücke von Kalaniʻōpuʻu.
1779 begrüßte Kalaniʻōpuʻu, Aliʻi Nui der Insel Hawaii, Kapitän James Cook in der Kealakekua Bay und schenkte ihm seine ʻAhu ʻula. Während Cook selbst Hawaii nicht verlassen sollte, segelten Kalaniʻōpuʻus gefiederter Umhang und sein Mahiole mit Cooks Crew zurück nach Europa und landeten schließlich im neuseeländischen Nationalmuseum Te Papa Tongarewa.
Diese Schmuckstücke fanden mehr als zwei Jahrhunderte später ihren Weg nach Hause. In Vorbereitung auf ihre historische Heimkehr verbrachte Te Kanawa Monate damit, den gefiederten Umhang sorgfältig zu reinigen. 2022 teilte sie ihre Erfahrungen, Perspektiven und Überlegungen zu indigenen Vorstellungen von Erhaltung im Bishop Museum mit.
2017 war sie Co-Autorin eines Aufsatzes für die Publikation Refashioning and Redress: Conserving and Displaying Dress des J. Paul Getty Museum.

## Nga Hua o te Harakeke Trust
Eine Stiftung, die von Neuseelands berühmtester Flachsweberfamilie gegründet wurde, untersucht die Gewinnung hochwertiger Produkte aus Flachs und deren Verwendung zur Reinigung von Abwässern aus Milchviehbetrieben. Der Nga Hua o te Trust in Te Kuiti ist eine von fünf Gruppen, die im Rahmen eines neuen Technology NZ-Programms jeweils 100.000 US-Dollar für Maori-Kollektive zur Entwicklung ihrer Ressourcen erhalten. Te Kanawa ist Projektmanagerin des Unternehmens und arbeitet mit dem Crown Institute Industrial Research zusammen, um Garne, Gele, Gummis und Wachse aus Harakeke zu entwickeln.
Te Kanawa sieht das Potenzial, eine Industrie wiederzubeleben, die in der Maori-Gesellschaft Kleidung, Hausdächer und medizinische Produkte lieferte und in der frühen Kolonialzeit 300 Flachsmühlen zur Herstellung von Seilen unterhielt. Die Industrie schrumpfte mit der Einführung von Kunststoffen im 20. Jahrhundert, könnte aber durch moderne Umweltbedenken wiederbelebt werden. Harakeke absorbiert Abfallstoffe aus der Erde und Te Kanawa glaubt, neuseeländische Flachsplantagen auf Marae und möglicherweise auf Milchviehbetrieben anlegen zu können, um die Menge an Abwasser zu reduzieren, die in den Grundwasserspiegel gelangt.

## Ehrungen (Auswahl)
Bei den Ehren zum Geburtstag und zur Krönung des Königs 2023 wurde Te Kanawa für ihre Verdienste um die Māori-Kunst und die Bewahrung des Kulturerbes zum Mitglied des New Zealand Order of Merit (MNZM) ernannt.

## Veröffentlichungen (Auswahl)
- mit K. Blair: Conservation of Māori Textiles in Aotearoa New Zealand. Surface Design Journal Vol. 44 No. 4, 2020, S. 40–44.
- mit K. Hartnup, L.  Huynen, L. D.  Shepherd, C..D.,Millar, D. M. Lambert: DNA Recovers the Origins of Māori Feather Cloaks. Molecular Biology and Evolution, Vol. 28 issue 10, 2011, S. 2741–2750.
- Mana Taonga Kākahu: Exploring Approaches to Reconnecting Taonga Kākahu to Tangatawhenua (PhD thesis). Open Access Repository Victoria University of Wellington, 2021.
- Textile Herstellungsverfahren der Maori. In: Der rote Faden, Ausstellungskatalog des Weltkulturen Museums Frankfurt. Kerber Verlag, Frankfurt am Main 2016, S. 78–93.